# Caribou River (Hudson Bay)
Der Caribou River ist ein Zufluss der Hudson Bay in der Division No. 23 im Nordosten der kanadischen Provinz Manitoba.
Der Caribou River bildet den Abfluss des Sees Commonwealth Lake etwa 10 km südlich der Grenze nach Nunavut. Er fließt anfangs in östlicher Richtung durch den Kanadischen Schild und nimmt den von Westen kommenden Roberts River auf. Er durchfließt anschließend die Seen Pollon Lake, Baroni Lake und Round Sand Lake, wendet sich dann nach Süden und durchfließt die weiteren Seen Gagnon Lake und Rink Lake. Er nimmt den Cameron River rechtsseitig auf, wendet sich nach Südosten und mündet in das Westende des Caribou Lake. Der Fluss fließt weiter in überwiegend östlicher Richtung. Er durchfließt den Long Lake und mündet südlich der Landspitze Hubbart Point 70 km nordnordwestlich der Stadt Churchill in die Hudson Bay. Der Caribou River hat eine Länge von ungefähr 230 km. Entlang dem Flusslauf befinden sich zahlreiche Stromschnellen, darunter die unterhalb des Caribou Lake gelegenen Richardson Rapids, Burch Rapids und Mink Rapids. Das Flusssystem des Caribou River ist noch weitgehend frei von menschlichen Eingriffen. Der 7640 km² große Caribou River Provincial Wilderness Park erstreckt sich über das Einzugsgebiet oberhalb des Caribou Lake.